# Jollibee
Jollibee je filipínský nadnárodní řetězec restaurací rychlého občerstvení, který vlastní Jollibee Foods Corporation (JFC). V dubnu 2018, měl JFC celkem okolo 1200 prodejen Jollibee po celém světě, v jihovýchodní Asii, na Středním východě, ve východní Asii (Hongkong, Macao), Severní Americe a Evropě (Itálie a Velká Británie).